# Boogiepop Phantom
Boogiepop Phantom (ブギーポップは笑わない Boogiepop Phantom Boogiepop wa Warawanai - Boogiepop Phantom?, literalmente: Boogiepop Phantom: Boogiepop nunca ríe) es una serie de anime de doce episodios producida por Madhouse, basada en las novelas ligeras de Kōhei Kadono, principalmente Boogiepop Al Amanecer. Esta serie fue dirigida por Takashi Watanabe a partir del guion de Sadayuki Murai y con el diseño de personajes a cargo del ilustrador Kouji Ogata. El sonido estuvo a cargo de Yota Tsuruoka.
La historia se sitúa en una ciudad japonesa (cuyo nombre no es mencionado) un mes después de que un pilar de luz apareciera en el cielo una noche y cinco años después de una serie de asesinatos. Boogiepop Phantom contiene un amplio reparto de personajes, en su mayoría estudiantes de secundaria, que son testigos del incidente y sus consecuencias. En el momento en que se desarrolla la serie, está volviendo a haber desapariciones de estudiantes y se culpa de ello a Boogiepop, una leyenda urbana quien, según se cuenta, es la personificación de la Muerte (Shinigami).
Cada episodio se centra en un personaje diferente. Por esta razón, muchas escenas se repiten desde puntos de vista diferentes y algunos episodios aparecen desordenados, aunque se puede distinguir una lenta progresión temporal. Por otra parte, esta serie cuenta con un estilo visual poco común en el que, a excepción del último episodio, se emplea una paleta de colores muy reducida, así como efecto de viñeteado. La banda sonora incluye diversos géneros musicales, desde el canto gregoriano a la música electrónica. Mediante un estilo no lineal, los personajes son utilizados para presentar los temas centrales de la serie: el cambio, el escapismo, la memoria y las relaciones personales.
Boogiepop Phantom se estrenó el 5 de enero de 2000 y se estuvo emitiendo hasta el 22 de marzo del mismo año en TV Tokyo. La serie ha sido licenciada en Norteamérica y Europa por la compañía Right Stuf International y distribuida por ADV Films en DVD y VHS. En América Latina fue licenciada para su transmisión en TV por el canal de pago Locomotion en el año 2001, estrenándose en septiembre del mismo año. En España fue emitida en Buzz y distribuida por Selecta Visión.

## Historia

### Antes de Boogiepop Phantom
Cinco años antes de los sucesos acaecidos en Boogiepop Phantom, Nagi Kirima conoció y entabló amistad con Shinpei Kuroda, un agente encubierto de la Organización Towa, en el hospital local. Nagi había sido hospitalizada porque estaba muriendo debido a que su cuerpo había comenzado a evolucionar. Shinpei, luego de descubrir la verdad sobre la enfermedad de Nagi, para salvar su vida le inyectó a la joven una droga robada a la organización, convirtiéndose así en un traidor. Fue entonces mortalmente herido por agentes de Towa mientras escapaba del hospital, donde había dejado olvidada la droga mientras huía. Touka Miyashita se cruzó en el camino con Shinpei (como el Agente Espantapájaros de Towa) y el trauma psicológico que le causó el ver morir a un hombre fue el responsable de la creación de su otra identidad: Boogiepop.
La novela ligera Boogiepop al Amanecer cuenta cómo la Dra. Kisugi encontró la droga y fue testigo de la rápida mejoría de Nagi, y tras experimentar con ratas, descubrió que esta droga proporcionaba habilidades sobrenaturales, antes de incorporarla a su propio organismo. La droga convirtió a la doctora en un humano compuesto, incrementando así los atributos físicos y mentales compartidos por todos los humanos compuestos y permitiéndole percibir la presencia de las hormonas que producen el miedo hasta el punto de desarrollar una obsesión por ellas. Al principio, aterrorizó a sus pacientes y tomó muestras de su sangre, y luego asesinó un buen número de chicas jóvenes con gran espíritu de lucha para consumir el miedo que producían en el momento de morir. En Boogiepop Phantom somos testigos de cómo la Dra. Kisugi administraba esta droga a sus pacientes con la falsa promesa de que los curaría y de cómo la droga, por el contrario, empeoraba sus problemas y los hacía evolucionar. Kirima investigó los asesinatos y descubrió que la Dra. Kisugi era la asesina en serie. Nagi y la Dra. Kisugi se conocieron en el hospital. Al principio, la joven fue sobrepasada por el poder de la doctora, pero finalmente logró matarla con la ayuda de Boogiepop.
La novela Boogiepop and Others trata sobre Mantícora, un clon imperfecto de una entidad extraterrestre llamada Ecos, creada por la Organización Towa cinco años más tarde. Tras escapar del laboratorio, Mantícora mató a Minako Yurihara con la intención de tomar posesión de su forma física, cuando fue descubierta en el acto por Masami Saotome. En lugar de matar a Masami, Mantícora hizo un pacto con él. Mantícora, bajo la apariencia de Minako y Masami, experimentaron con la producción de Type S, una droga altamente adictiva capaz de someter a todos los que la consumen a su voluntad, mientras asesinaban estudiantes para alimentar a Mantícora. Mientras tanto, Ecos escapó de los laboratorios de Towa y decidió perseguir a Mantícora. El extraterrestre se encontró con Nagi Kirima, quien se hallaba investigando las recientes desapariciones de los estudiantes.
Sabiendo que estaban siendo perseguidos, Masami y Mantícora planearon una trampa para Ecos y Nagi. Todo culminó una noche en la Academia Shinyo, cuando Masami envenenó a Ecos y mató a Nagi, quien no esperaba que Mantícora tuviese un aliado humano. Mantícora persiguió a Ecos, que intentaba escapar con el cuerpo de Nagi y lo golpeó hasta dejarlo moribundo. Mantícora y Masami fueron atacados por Boogiepop, quien retuvo a Mantícora mientras Ecos se transformaba en luz. La luz cruzó el cielo y destruyó a Mantícora y Masami se suicidó lanzándose al pilar, mientras que Nagi fue revivida por Ecos antes de que este dejara el planeta.

### Argumento
Boogiepop Phantom se desarrolla un mes después y su historia se centra en las consecuencias inesperadas del pilar de luz. La luz de Ecos permitió que los recuerdos de esa noche se perpetuaran como hologramas dando lugar a una realidad mixta en la que el presente y el pasado coexisten y forzando, a su vez, la evolución de los habitantes de la ciudad.
La historia trata de estas personas que han evolucionado, de cómo sus vidas se han visto afectadas por la evolución y su desaparición tras encontrarse con Boogiepop Phantom. Este explica que los esconde bajo la ciudad para salvarlos y que aunque sus cuerpos ya no funcionen, sus nervios se extienden a través de la ciudad para seguir soñando hasta el día en que el resto de la humanidad los alcance.

## Personajes
Boogiepop (ブギーポップ?)
Es una leyenda urbana que corre entre las estudiantes de la Academia Shinyo. Tiene la reputación de ser un Ángel de la Muerte con la apariencia de un apuesto joven vestido de negro, que silba cuando está por aparecer y se lleva a todas las niñas antes de que se vuelvan feas. Algunas personas saben que Boogiepop realmente existe y que es el alter ego de Touka Miyashita y que despierta cuando los enemigos del mundo aparecen. Esta parca andrógina se esconde detrás de una capa negra y un sombrero, con un modo de actuar mecánico y automático. De rostro inexpresivo y personalidad directa, se expresa de manera arcaica y aparentemente le gusta silbar la obertura de Richard Wagner, Die Meistersinger von Nürnberg.
Aunque a lo largo de esta historia Boogiepop es visto simplemente como un desorden de personalidad de Touka Miyashita como consecuencia del trauma por atestiguar la muerte de Shimpei Kuroda, a lo largo del universo literario de Kadono se explica que en realidad es un tipo de entidad etérea conocidas como Existencias automáticas, seres que emergen automáticamente en respuesta a ciertos factores globales. Para otras personas, parecen un trastorno de personalidad, ya que toman prestado el cuerpo de algún humano. Sin embargo, se da a entender que existen separadas del huésped y se manifiestan cuando sienten su desencadenante cerca, permaneciendo dentro de su hasta lograr cumplir su misión, la cual por lo general es enfrentar a quienes son un peligro para el mundo.
Seiyū: Kaori Shimizu
Boogiepop Phantom (ブギーポップ・ファントム?)
Es una entidad que nació dentro del campo electromagnético generado en el momento que la luz de Ecos apareció en el cielo. Entre los recuerdos esparcidos por la luz, esta entidad pudo encontrar solo el atuendo de Boogiepop, pero no su rostro. Por lo tanto, eligió la apariencia de Minako Yurihara al azar. Dice ser Boogiepop, pero luego se llama a sí mismo Boogiepop Phantom por respeto al original; sus poderes y actitud son más vistosos que los del verdadero, ya que al ser una copia desconoce la verdadera naturaleza y su identidad se moldeó sobre la base de los exagerados estereotipos nacidos de las leyendas sobre esta criatura. También lucha contra los enemigos del mundo, pero tiene motivaciones propias ya que al ser efímero el efecto del campo electromagnético de la luz de Ecos, la duración de vida de los seres nacidos de ella es inversamente proporcional a la cantidad que exista, por ello asesina a quienes fueron afectados por la luz para evitar que consuman el campo y así pueda prolongar su existencia por más tiempo.
Seiyū: Mayumi Asano
Kazuko Suema (末間和子 Suema Kazuko?)
Era la próxima víctima de la Dra. Kisugi hasta que Boogiepop y la Bruja del Fuego terminaron con los asesinatos. Siendo consciente que su vida había estado en peligro, desarrolló una fascinación por la psicología criminal y la de lo anormal. Busca la verdad detrás de sucesos inexplicables en la ciudad y trata con fuerzas que no deberían ser despertadas. Kazuko desea acercarse a Nagi Kirima, quien posee las respuestas a sus preguntas.
Seiyū: Kyo Nagasawa
Manaka Kisaragi (如月真名花 Kisaragi Manaka?)
Es un ser muy evolucionado que posee la habilidad de atraer recuerdos de sus alrededores y convertirlos en mariposas de luz. La Dra. Kisugi le suministró la droga antes de nacer, lo que hizo que sus habilidades se desarrollaran lo mismo que su cuerpo el cual sufría envejecimiento acelerado. La "niña del demonio", nombre con el que se la conocía, murió en manos de su abuela moribunda quien no quiso morir y dejarla desvalida en el mundo. La luz de Ecos trajo a Manaka de vuelta a la vida, causando un crecimiento aún más acelerado. La abuela murió poco después. Su capacidad para leer la memoria de las personas le permite conocer la existencia de Ecos, a quien imita.
Seiyū: Sanae Kobayashi
Manticora Phantom (マンティコア・ファントム?)
Es otro producto de la luz de Ecos. Posee los restos de la consciencia de Mantícora y el rostro de Masami Saotome. Siendo una amenaza menor, aunque extremadamente difícil de asesinar, sus presas son ahora personas angustiadas, fáciles de tomar y seducir. Busca la manera de mantenerse vivo permanentemente tras descubrir que morirá una vez que el campo electromagnético vuelva a su estado original.
Seiyū: Jun Fukuyama
Nagi Kirima (霧間凪 Kirima Nagi?)
Es la Bruja del Fuego. Ha hecho algunos amigos porque sabe que es muy peligrosa para rondar con gente "normal'". Tiene un complejo mesiánico y busca salvar al mundo de cualquier amenaza. La muerte de su padre y la relación que posee con Shinpei Kuroda motivó a Nagi para convertirse en una defensora de la justicia. Es muy fuerte tanto física como mentalmente y utiliza sus habilidades en la misión que ella misma se ha impuesto. Su aspecto es el de una mujer joven aun cuando es solo una adolescente, esto como efecto secundario de los padecimientos que sufrió en su niñez, los experimentos hechos en ella y la medicina que le fue dada en secreto por Kuroda para sanarla.
Seiyū: Yuu Asakawa
Poom Poom (プームプーム Pūmu Pūmu?)
Es un fantasma creado por Manaka Kisaragi. Nacido originalmente de las memorias de Mamoru Oikawa cuando en su infancia este representaba el papel de El flautista de Hamelín en un acto escolar y evolucionó hasta convertirse en el personaje ficticio de Akane Kojima, Poom Poom. Les da globos de color rojo a las personas que lamentan el camino que han tomado en sus vidas y se lleva con él las esperanzas y sueños de la infancia de la persona al Parque Paisley, dejando atrás los cuerpos vacíos de sus dueños.
Seiyū: Rakuto Tochihara
Touka Miyashita (宮下藤花 Miyashita Tōka?)
Aparenta ser una estudiante común y corriente en la Academia Shinyo. A la edad de 12 años fue testigo de la muerte de Shinpei Kuroda, lo que se convirtió en un trauma mental que dio vida a su alter ego: Boogiepop. Siempre que los enemigos del mundo aparecen, Boogiepop toma las riendas para enfrentarse a ellos. Touka no sabe realmente de su existencia dentro de ella, ya que borra todos sus recuerdos de su identidad como Boogiepop, y carga consigo las ropas que este utiliza en un bolso deportivo sin darse cuenta.
Seiyū: Kaori Shimizu
Ecos
Una misteriosa entidad de la que no se habla muy claramente en la serie pero se sabe que es un alienígena. Poseía, por lo menos exteriormente, aspecto humano masculino aunque se desconoce su verdadera identidad y nombre; pero su existencia iba mucho más allá de lo material y poseía poderes indescriptibles que afectaban a quien estuviera a su alrededor. En algún momento antes de iniciada la saga intentó contactar a los humanos, pero un grupo desconocido llamado Organización Towa lo atrapó y comenzó a experimentar con él, estudiándolo para usar lo aprendido en otros experimentos incluido la creación de un clon suyo llamado Mantícora. Adoptó el nombre de Ecos ya que sus capturadores, como medida de seguridad, restringieron en él todo tipo de capacidad interactiva, por lo que la única forma de comunicarse que poseía era la autorreplicación.
Su escape y fin no se ha aclarado completamente, pero se sabe que junto a Boogiepop y Nagi estuvieron involucrados en un enfrentamiento contra Mantícora y que a raíz de la confrontación ocurrida en ese momento Ecos se transformó en el pilar de energía conocido como La Luz de Ecos para acabar con su copia y salvar a Nagi de la muerte, este fenómeno alteró el campo magnético de la ciudad, creando entidades sobrenaturales y otorgando habilidades a algunos residentes.

## Lista de Episodios
| #  | Título                                                                                       | Estreno |
| -- | -------------------------------------------------------------------------------------------- | ------- |
| 01 | «Retratos del recuerdo» «Kioku no shouzou» (記憶の肖像)                                      |         |
| 02 | «Luz en la oscuridad» «Yami no touka» (闇の灯火)                                             |         |
| 03 | «Aquel aceptado en el mundo» «Sekai o ukeire shi sha» (世界を受け入れし者)                   |         |
| 04 | «Amor para la chica privada de impureza» «Kegare naki shoujo e no ai» (けがれなき少女への愛) |         |
| 05 | «Interludio» «Kansou» (間奏)                                                                 |         |
| 06 | «Cuéntamelo, Te quiero mamá» «Nanji, Haha o aise yo» (汝、母を愛せよ)                        |         |
| 07 | «Deseos inútiles para mi» «Yo ni kanawa nu negai naku» (世にかなわぬ願いなく)                |         |
| 08 | «Su forma de vivir» «Kanojo no ikikata» (彼女の生き方)                                       |         |
| 09 | «Mi tiempo pasado» «Sugisarishi waga toki» (過ぎ去りし我が時)                                |         |
| 10 | «Poom Poom» «Puumu Puumu» (プームプーム)                                                     |         |
| 11 | «Arcoiris» «Niji» (虹)                                                                       |         |
| 12 | «Todo se acaba al dormir» «Nemuri ni yotte subete ga owaru» (眠りによって全てが終わる)       |         |

## Temática
Boogiepop Phantom es una historia que trata mayormente del tema del cambio y de cómo las percepciones cambian a medida que la gente crece. El cambio es representado no solo por la constante lucha entre la organización Towa y los humanos evolucionados, sino también por la manera en que el aspecto de la ciudad cambia a medida que los niños se convierten en adultos. Similar al tema del cambio, el concepto de avanzar y de no quedarse en el pasado es parte fundamental de la historia, puesto que Boogiepop y Boogiepop Phantom se enfrentan a Manaka porque, consideran ellos, mantiene a la gente viviendo en su pasado, evitando que evolucionen y crezcan.
Sin embargo, el concepto de cambio se presenta de manera ambigua en la historia. Mientras que la organización Towa intenta prevenir el cambio del mundo, entre sus prioridades se encuentra llegar a dominar el mundo. Boogiepop hace un paralelismo con esta situación al reafirmar la idea de que la gente debe evolucionar y seguir con sus vidas al mismo tiempo que caza humanos evolucionados para prevenir la posible transformación de la sociedad.
La huida de la realidad y las consecuencias del escapismo son temas muy importantes con un papel destacado en la serie. La imagen de quemar recuerdos para olvidarlos y así poder escapar se usa de manera simbólica a partir de la segunda mitad de la serie para representar el tema del escapismo. Para los personajes de Misuzu y Yoji, su huida de la realidad tiene consecuencias devastadoras: Misuzu se hunde en un estado de locura luego de ser forzada a darse cuenta de la verdad acerca de su propia realidad, mientras Yoji cae en un estado mental crítico, puesto que su realidad ya no coincide con la fantasía que él creía estar viviendo. Paradójicamente, la pregunta de cómo la gente debería vivir sus vidas se mantiene sin respuesta a lo largo de la historia. Más adelante, el "huir de la realidad" toma la forma de Poom Poom, quien representa huida total de la realidad a través de la niñez.
Las relaciones interpersonales y la tragedia de la pérdida y sus malentendidos que estas conllevan, son temas clave en Boogiepop Phantom. En el tipo de relación que tienen Mamoru, Manaka y Shizue con sus padres se vislumbra la falta de apoyo que los niños reciben de sus progenitores, los cuales están ocupados con otras cosas, y la resultante desconexión entre padres e hijos. Con las acciones de Poom Poom, más adelante en la serie, se explora el tema del flautista de Hamelin, ya que Poom Poom rapta a los niños debido a que sus padres no cumplieron con su promesa. De todas formas, la serie deja al espectador un mensaje positivo, ya que Manaka y Shizue se reconcilian con sus madres y de tal forma, se plasma la idea de que la relación padre-hijo puede salvarse mediante la comunicación abierta y el entendimiento. Otra forma de relaciones puede ser explorada a través de la interacción entre Moto y el fantasma de Manticora, en donde la sumisión física de Moto, quien alberga sentimientos hacia Masami, asocia la relación sexual con la muerte.
Boogiepop Phantom es, también una serie sobre cómo la memoria y los recuerdos pueden definir quiénes somos. Para la mayoría de los personajes, los recuerdos de sus pasados y el trasfondo son crucialmente importantes en determinar la dirección que han tomado en sus vidas.

## Producción
La serie fue concebida como una historia original que ocurre tras los hechos acaecidos en las novelas Boogiepop and Others y Boogiepop al Amanecer. Sadayuki Murai desarrolló el concepto de la misma y escribió el guion tanto para el anime como para la precuela en formato de imagen real, Boogiepop y Otros. Previamente había trabajado para el guion de Perfect Blue, una película que exploraba varios temas similares. El diseño original de los personajes corrió a cargo de Kouji Ogata, mientras que de la adaptación de los mismos se encargó el animador Shigeyuki Suga, quien ha sido también animador para Serial Experiments Lain, una historia con la cual se ha comparado a Boogiepop Phantom en reiteradas ocasiones. El nivel bajo de brillos y la paleta de colores sepia en la mayoría de los episodios, con el valor agregado la ansiedad y depresión de los personajes, fueron creados para dar una idea de obra de horror psicológico. El equipo de producción comentó luego que la elección de colores resultó más efectiva de lo que inicialmente se esperaba, y se sorprendieron de cuán lóbrego fue el resultado final en la serie.
Se planeó una campaña que consistía en estrenar la precuela en formato de imagen real Boogiepop and Others antes de la serie de anime, con la lógica de que la gente vería el anime después de la película, pero el estreno de la misma se pospuso hasta que la serie había casi terminado su primera emisión, con lo que esta estrategia no resultó.

### Homenajes
A lo largo de Boogiepop Phantom hay un número considerable de homenajes artísticos. La inclusión y referencias musicales es una característica recurrente de las novelas, como por ejemplo el hecho de que el protagonista, Boogiepop, comparte su nombre con dos géneros musicales, o que el personaje de Ecos es una alusión a la canción de Pink Floyd del mismo nombre, que a su vez hace probablemente referencia a 2001: A Space Odyssey, con sus temas sobre la evolución y la trascendencia. Otra posible alusión es el efecto sonoro similar al de un sónar que se utiliza a lo largo del anime y que se parece mucho al sonido que se escucha en la introducción de Ecos. Además, el agente de Towa Spooky Electric es un homenaje a una personalidad que Prince cuenta que le animó a escribir The Black Album. Esta tendencia de incluir referencias musicales también se encuentra en el anime. El título del episodio 5, que es uno de los pocos que no se centra en un personaje concreto, es "Interludio". "She's So Unusual" (titulado en español "Su forma de vivir") es el nombre del primer álbum de Cyndi Lauper, "My Fair Lady" ("Amor para la chica privada de impureza" en la versión española) es el título del famoso musical de 1956. "Until Ure in My Arms Again" ("Deseos inútiles para mí") y Poom Poom son singles de Prince, y AC/DC publicó el sencillo Snake Eye.
La mitología también tiene un papel destacado en Boogiepop Phantom. De dos de los protagonistas se cuenta que son Shinigami, dioses de la muerte del folklore japonés que pueden adoptar múltiples formas. Los kitsune son espíritus con forma de zorro, también del folklore japonés, que poseen poderes mágicos que aumentan con el paso de los años y que son capaces de asumir forma humana. Boogiepop es descrito como un kitsune por los padres de Touka Miyashita. La Manticora recibe este nombre inspirado en la criatura devoradora de hombres de la mitología persa, en ocasiones descrita como una quimera con el rostro de una bella mujer, o como un ser que habita los bosques de Asia y es capaz de matar con un mero rasguño o mordisco, para luego devorar el cuerpo entero sin dejar rastro. El título del capítulo 11 "Under the Gravity's Rainbow" (conocido en español como "Arcoíris") es un homenaje a la novela "El Arco Iris de Gravedad" de Thomas Pynchon, conocida por desmantelar las normas habituales de la narrativa y el desarrollo de personajes, así como por incluir conocimiento especializado de muchos campos, y por tanto criticada por "complicada" e "ilegible". La famosa cita del filósofo postmodernista Friedrich Nietzsche "Dios ha muerto" aparece como título del CD que recibe Panuru, quien no creía en la existencia de Dios.

### Música
Los departamentos de música y sonido en Boogiepop Phantom estuvieron a cargo de Yota Tsuruoka. La banda sonora de la serie incluye a muchos artistas y géneros muy variados, desde el canto gregoriano a la música electrónica, así como otras melodías creadas específicamente para el anime. Shikao Suga compuso, adaptó y cantó el tema de los títulos de crédito "Evening Shower" (夕立ち Yuudachi?), empleado también en los créditos finales de Boogiepop y Otros. Kyoko compuso la canción de los créditos finales de la serie "Future Century Secret Club" (未来世紀㊙クラブ Mirai Seiki Maruhi Club?). La banda sonora de Boogiepop Phantom fue publicada por AnimeTrax puesta a la venta por The Right Stuf International en una edición de dos CD el 30 de abril de 2002. Las "Evening Shower" y "Future Century Secret Club" no están incluidas en la BSO con el resto de la música de la serie, pero fueron puestas a la venta por sus respectivos autores. "Evening Shower" salió el 8 de septiembre de 1999, antes de que se emitiera la serie por primera vez, el álbum de Shikao Suga, Sweet, mientras que "Future Century Secret Club", de Kyoko, apareció inicialmente el 9 de febrero de 2000 como parte del sencillo con el mismo nombre, y posteriormente el 8 de noviembre de 2000 en el álbum titulado Under The Silk Tree.
- Opening:

Yuudachi-Afternoon Shower, interpretada por Shikao Suga.
- Ending:

Mirai Seiki Maruhi Club-Future Century Secret Club, interpretada por Kyoko.

### Publicación
Tras la emisión original en TV Tokyo desde el 6 de enero al 22 de marzo de 2000, Boogiepop Phantom se publicó en Japón en una edición de 6 DVD subtitulados "Evolución" 1-6 con dos episodios por disco. The Right Stuf International confirmaron el 6 de enero de 2001 la obtención de la licencia para publicar la serie en Norteamérica y Europa, mientras que ADV Films se haría cargo de la distribución. El doblaje al inglés se grabó en Headline Sound Studios y el Consejo Británico de Clasificación de Películas lo clasificó como no recomendado para menores de 15 años.
En marzo del año 2001, el canal Locomotion anunció que había adquirido los derechos de transmisión de la serie para América Latina y su señal de Iberia (España y Portugal). Boogiepop Phantom se estrenó por las pantallas del canal el día 3 de septiembre del año 2001, en idioma original y subtitulado.
The Right Stuf International emitió Boogiepop Phantom primero en varias convenciones y festivales como Anime Expo y elFantasia Festival de Montreal, antes de publicarlo en los Estados Unidos en una edición bilingüe de 4 DVD, que incluían el doblaje inglés en Dolby Stereo 5.1 y 2.0 y el original japonés en 2.0 con subtítulos en inglés desde el 9 de octubre de 2001 hasta el 12 de febrero de 2002. También se publicó una compilación con los cuatro DVD de "Evolución" a la par que "Evolución" 4. Entre los extras se incluyeron adelantos de otros títulos de A.D. Vision, tráileres promocionales originales en japonés, notas sobre el productor y los personajes, vídeos musicales para los dos temas de créditos, una secuencia de créditos finales especial y un comentario en inglés para todos los episodios. En 2003 The Right Stuf International publicó una edición limitada con los cuatro DVD, la BSO en dos discos y el CD "Boogiepop: Music Inspired By Boogiepop and Others", con música inspirada en la serie, así como la edición limitada de tarjetas y shitajiki, disponibles exclusivamente en The Right Stuf International y Best Buy. Boogiepop Phantom apareció posteriormente en 2006 en una edición compacta que incluía la película en imagen real.

## Recepción y crítica
Boogiepop Phantom fue todo un éxito. El "inquietante puzzle sepia" despliega un amplio reparto de personajes, cada uno con su particular punto de vista, y va revelando pedacitos de la trama principal de manera no lineal. Christopher Macdonald, de Anime News Network elogia especialmente la habilidad de Sadayuki Murai como guionista, ya que logra mantener la atención del espectador y deja todos los cabos bien atados en el último episodio.
Sin embargo, la complejidad de la serie resulta contraproducente. La trama, que se va volviendo cada vez más enrevesada, puede disuadir a potenciales espectadores, y aquellos que no estén familiarizados con el universo de Boogiepop pueden acabar con "más preguntas que respuestas".
La limitada paleta de colores ha sido alabada por subrayar la sensación de "enfermedad mental" y "malestar emocional" que sufren la mayoría de personajes, mientras que el efecto de viñeteado permite al espectador observar la serie desde fuera, en vez de verla sin más. El diseño de los personajes ha sido descrito como "soso" pero también "realista" ya que ninguno de los personajes luce "colores de pelo o peinados estrafalarios". Otras reseñas señalan que "el espectador astuto podrá darse cuenta de algunas interesantes, si bien no obvias, diferencias entre los diversos personajes", y que el realismo de los diseños sirve para crear un grado de "normalidad" muy importante para la historia que también ayuda a atraer la atención del espectador. El sonido ha sido catalogado como "único" e "increíble", yendo más allá de lo que se espera habitualmente en una banda sonora y realzando la atmósfera "inquietante" de la serie. También se ha destacado que las canciones de los créditos no pegan demasiado con el ambiente de la serie. El doblaje al inglés no fue tan bien recibido como el original en japonés, pero obtuvo críticas favorables. La actuación de Jessica Calvello en el doblaje al inglés ha sido alabada el mejor trabajo de su carrera hasta la fecha.